# SóSoja Alimentos Funcionais
SóSoja do Brasil Alimentos Funcionais Ltda é uma empresa que possui como objetivo beneficiar (agregar valor) à Soja, através do Agronegócio existente nas regiões Sudeste e Centro-Oeste brasileira, visando a produção e comercialização de produtos baseados em soja no mercado brasileiro e internacional.
Junto com a Nutrisoja Alimentos, Caramuru Alimentos e Notrisoy Alimentos, a SóSoja é uma das principais empresas de benefício da soja no país, nascendo junto com a expansão da soja para o cerrado brasileiro na década de 1970.
A empresa é sediada em Caldas Novas, em Goiás, local onde também mantém o Museu da Soja.